# Kateřina Tudorovna
Kateřina Tudorovna (2. února 1503 – 10. února 1503) byla sedmým a posledním dítětem krále Jindřicha VII. Tudora a královny Alžběty z Yorku. Narodila se v Toweru a tam také zemřela o několik dní později. Její matka Alžběta z Yorku zemřela krátce po porodu. Stále truchlila pro svého nejstaršího syna Artura Tudora, jenž skonal. Krátce po jeho smrti Alžběta z Yorku otěhotněla, avšak brzy poté dostala infekci po těhotenství a zemřela 11. února 1503, na své třicáté sedmé narozeniny. Kateřininými staršími sourozenci byli Artur Tudor, Markéta Tudorovna, Jindřich VIII. Tudor, Alžběta Tudorovna, Marie Tudorovna a Edmund Tudor.